# Aygeshat (Etchmiadzin)
Pour les articles homonymes, voir Aygeshat.
Aygeshat (en arménien Այգեշատ) est une communauté rurale du marz d'Armavir, en Arménie. Elle compte 1 846 habitants en 2009.